# Středoamerický příkop
Středoamerický příkop (španělsky Fosa Mesoamericana) je tektonický podmořský příkop nacházející se ve východním Pacifiku. Táhne se podél pobřeží jižního Mexika, Guatemaly, Salvadoru, Hondurasu, Nikaraguy a Kostariky. Jeho délka je přibližně 2500 km a dosahuje až 6000 metrů pod hladinou moře. Ve Středoamerickém příkopu dochází ke kontaktu mezi tektonickými deskami. Oceánská Kokosová deska se zde podsouvá pod Severoamerickou a Karibskou desku (tento děj se nazývá subdukce). Tento pohyb desek vyvolává časté otřesy i zemětřesení. Středoamerický příkop je součástí tzv. Pacifického ohnivého kruhu.